# آی‌ای-۳۲
آی‌ای-۳۲ (به انگلیسی: IA-32) (معماری ۳۲ بیتی اینتل (به انگلیسی: Intel Architecture, 32-bit) که در برخی موارد i386 نیز نامیده می‌شود) عنوان نسل سوم معماری ایکس۸۶ است که اولین بار در سال ۱۹۸۵ در ریزپردازنده‌های ۸۰۳۸۶ اینتل پیاده‌سازی شد. این اولین تجسم ایکس۸۶ از پشتیبانی از محاسبات ۳۲ بیتی بود. با این وجود، از عنوان «آی‌اس-۳۲» برای اشاره به تمامی نسخه‌های ایکس۸۶ که از محاسبات ۳۲ بیتی پشتیبانی می‌کنند نیز استفاده می‌شود.